# 拉尔韦尔卡
拉尔韦尔卡，是西班牙卡斯蒂利亚-莱昂萨拉曼卡省的一个市镇。 总面积61平方公里，总人口1123人（2001年），人口密度18人/平方公里。